# Бучар, Франьо

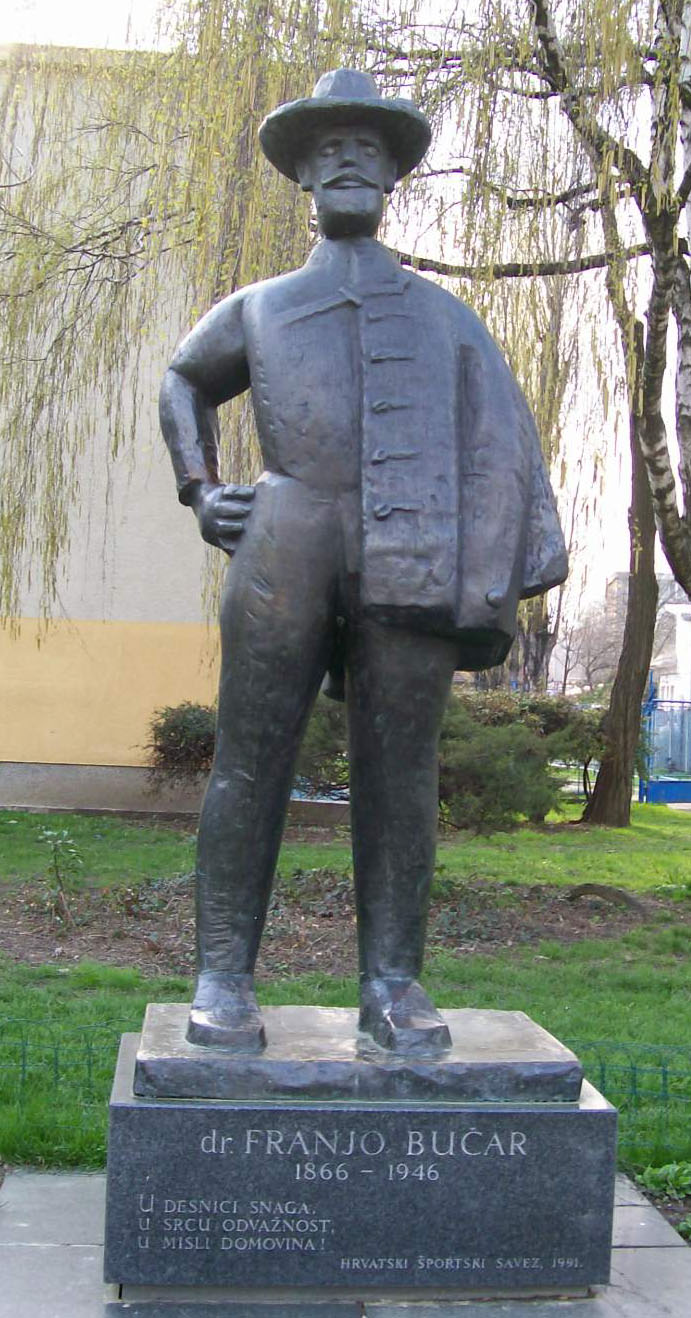
Памятник Франьо Бучару в Загребе

Фра́ньо Бу́чар (25 ноября 1866, Загреб — 26 декабря 1946, Загреб) — хорватский писатель и популяризатор спорта. Считается отцом-основателем хорватского спорта и олимпийского движения.
Бучар родился 25 ноября 1866 года в Загребе. Его отец был словенцем по национальности, а мать хорваткой. Обучался в Загребе, Вене и Стокгольме, где заинтересовался шведской гимнастикой.
Основной профессией Бучара было изучение истории литературы, он написал несколько работ по этой теме. Однако широкую известность он приобрёл как популяризатор спорта. После возвращения в Хорватию он основал целый ряд спортивных клубов и внедрил в Хорватии такие виды спорта, как футбол, гимнастику, конькобежный спорт, фехтование и другие. Франьо Бучар издал целый ряд написанных им учебников по различным видам спорта. В 1909 году Бучар был избран первым президентом Хорватской федерации спорта. В 1919 году Бучар основал Югославский олимпийский комитет, который в период 1919—1927 годов располагался в Загребе. В 1920 году он был избран членом Международного олимпийского комитета и оставался в его составе вплоть до смерти в 1946 году. Похоронен на кладбище Мирогой.
Сохранилась обширная переписка Бучара с европейскими популяризаторами спорта и деятелями Олимпийского движения.
В 1991 году в обретшей независимость Хорватии была учреждена Государственная спортивная награда имени Франьо Бучара (хорв. Državna nagrada za šport "Franjo Bučar"), высшая награда страны за достижения в области спорта.